# سان-نيتسييه-لو-بوشو
سان-نيتسييه-لو-بوشو (بالفرنسية: Saint-Nizier-le-Bouchoux)‏ هي بلدية فرنسية تقع في إقليم الآن في فرنسا. رمز إنسي لها هو:1380. أما الرمز البريدي لها فهو: 1560.